# AMTI
AMTI är en förkortning av flygburen (airborne) Moving Target Indication (MTI).
AMTI används för att med en flygburen radar kunna upptäcka andra flygplan som flyger lägre och maskeras av markekon. Flygradarn får då så kallad "Look-down capability".
De första försöken med AMTI i Sverige gjordes under 1960-talets första år då LM Ericssons MI division i Mölndal (numera Saab Microwave  Systems AB) konstruerade en tillsats (med markeko som referens)  som kopplades till flygradarn PS 42/A . Denna radar var standard i flygplan J32 B Lansen. 
Flygutprovning av tillsatsen gjordes först i engelska Pembroke år 1960  och något år senare i en J 32 Lansen baserad på Flygvapnets försökcentral i Malmslätt (numera FMV:T&E).
Fullgoda prestanda uppnåddes ej eftersom spektrumbreddningen vid höga hastigheter (> mach 0,9) blir stor och svårigheten att tillfredsställande detektera markeko (för inkoppling av MTI-funktionen) vid flygning över skärgårdsmiljö. (MTI funktion med markeko som referens medger ej detektering av mål som inte befinner sig i markeko). 
Första flygradarn i Sverige med fullgod "Look-down capability" var PS-46/A som satt i flygplanet J37 Viggen. Denna radar hade en fullcoherent sändare med en mycket frekvensstabil referensgenerator.